# Patrice Lestage
Pour les articles homonymes, voir Lestage (homonymie).
Patrice Lestage, né le 7 octobre 1961 à Dax et mort le 29 novembre 2010 au Bouscat, est un footballeur français. Après sa carrière sportive, il était devenu gérant d'une société de conseil en gestion de patrimoine.

## Carrière

### AS Saint Étienne
Formé au club, il intègre le groupe professionnel à partir de 1981. Avec l'AS Saint-Étienne, il participe plusieurs fois à la Coupe UEFA, marquant même un but dans cette compétition, contre le club finlandais de Kuopion Palloseura, lors d'un 32e de finale retour de l'édition 1980-1981. Avec l'ASSE, il participe à une finale de Coupe de France en 1982. Cette même année, il termine deuxième du Championnat de France.

### FC Tours
À FC Tours, il participe activement à la remontée du club en division 1 en remportant son premier titre de Champion de France D2 en 1984.

### Toulouse Football Club
À Toulouse, il prend part aux campagnes européennes du Toulouse Football Club lors des éditions 1986-1987 et 1987-1988. Lors de la première campagne, il prend part à l'élimination de l'équipe de Naples de Maradona.

### Girondins de Bordeaux
Toujours en D2, il joue au poste d'arrière central au côté de Didier Sénac, le poste d'arrière gauche étant dévolu à Bixente Lizarazu. Il remportera en Gironde son second titre de Champion de France D2 en 1992. Il rejoint alors l'AS Cannes dans le cadre d'un échange avec un certain Zinédine Zidane.

### AS Cannes
Avec l'AS Cannes, Patrice Lestage va largement participer à la remontée du club en division 1. Une fois en D1, son temps de jeu diminuant significativement, il décide de rejoindre le club de Blagnac pour terminer sa carrière en CFA.

## Après le football
Installé à Bordeaux, il gère une société de conseil en gestion de patrimoine. Il meurt des suites de la maladie de Charcot, à l'âge de 49 ans.

## Palmarès
- Avec l'AS Saint-Étienne
  - Vice-champion du Champion de France D1 1981-1982
  - Finaliste de la Coupe de France 1982
  - Champion de France de division 3 en 1980 avec la réserve
- Avec le FC Tours
  - Champion de France D2 1984
- Avec les Girondins de Bordeaux
  - Champion de France D2 1992

## Statistiques
- 1er but[6] en D1 : 19 mars 1983, AJ Auxerre-ASSE, 4-1, (4e minute)
- 1er but[6] en coupe de l'UEFA : 1er octobre 1980, ASSE-Kuopion Palloseura, 7-0, (31e minute)

## Hommages
- Le 30 novembre 2010, les Girondins de Bordeaux annoncent sur leur site internet[7] qu'une minute de silence sera observée lors du match de championnat entre Bordeaux et Saint-Étienne (deux anciens clubs de Patrice Lestage), le 5 décembre 2010. À la demande de la famille, la minute de silence a été transformée en minute d'applaudissements.